# Midden-Silezisch voetbalkampioenschap 1928/29
In 1928/29 werd het negende Midden-Silezisch voetbalkampioenschap gespeeld, dat georganiseerd werd door de Zuidoost-Duitse voetbalbond. De competitie was een tussenstation tussen de regionale competities en de Zuidoost-Duitse eindronde. 
Breslauer SC 08 werd kampioen en plaatste zich voor de Zuidoost-Duitse eindronde. De club werd tweede achter SC Preußen Hindenburg. Er kwam nog een beslissende wedstrijd om het tweede ticket naar de eindronde om de Duitse landstitel. SC 08 won van STC Görlitz en plaatste zich zo. De club versloeg VfB Königsberg en Bayern München en verloor pas in de halve finale van SpVgg Fürth. 
De competities van Oels en Namslau werden samengevoegd al mocht Namslau wel nog een deelnemer afvaardigen. Sportfreunde Preußen Konstadt was pas zevende geëindigd in de gezamenlijke competitie. Er kwam nog een nieuwe competitie bij, die van Obernigk/Trachenberg. 
Vanaf dit seizoen mochten er twee clubs naar de eindronde. Omdat de clubs uit Breslau beduidend sterker waren dan die van de omgeving werd er een tweede eindronde gespeeld. Breslauer SpVgg Komet 05 won deze en ging ook naar de Zuidoost-Duitse eindronde. Daar verloor de club van Preußen Hindenburgen ging naar de verliezersgroep. De winnaar daarvan maakte nog kans op de nationale eindronde, maar de club werd tweede achter STC Görlitz. 

## 1. Klasse

### Gau Breslau
Breslauer SC 08 werd kampioen, Vereinigte Breslauer Sportfreunde, SC Vorwärts Breslau en Breslauer SpVgg Komet 05 mochten deelnemen aan de eindronde voor vicekampioenen. 

### Gau Oels-Namslau
De competities van Oels en Namslau werden samengevoegd, maar beiden mochten wel een deelnemer afvaardigen naar de eindronde, omdat de competitie nog niet ten einde was op het moment dat de eindronde begon werd Sportfreunde Preußen Konstadt naar de eindronde gestuurd. 
| Plaats | Club                          | Wed. | W  | G | V  | Saldo | Ptn   |
| ------ | ----------------------------- | ---- | -- | - | -- | ----- | ----- |
| 1.     | SSC 1901 Oels                 | 16   | 12 | 3 | 1  | 64:26 | 27:05 |
| 2.     | Reichsbahn SV Schlesien Oels  | 16   | 9  | 4 | 3  | 36:18 | 22:10 |
| 3.     | VfR Oels                      | 16   | 9  | 1 | 6  | 28:27 | 19:13 |
| 4.     | SC Preußen Festenberg         | 15   | 8  | 0 | 7  | 32:28 | 16:14 |
| 5.     | SpVgg 08 Oels                 | 15   | 6  | 4 | 5  | 22:33 | 16:14 |
| 6.     | SC Preußen Namslau            | 16   | 7  | 2 | 7  | 25:25 | 16:16 |
| 7.     | Sportfreunde Preußen Konstadt | 15   | 6  | 1 | 8  | 32:32 | 13:17 |
| 8.     | Sportfreunde Bernstadt        | 15   | 2  | 2 | 11 | 27:55 | 06:24 |
| 9.     | FV Militsch                   | 16   | 2  | 1 | 13 | 11:33 | 05:27 |

|  | Geplaatst voor eindronde                |
|  | Geplaatst voor eindronde vicekampioenen |
|  | Trok zich terug na dit seizoen          |

### Gau Brieg
| Plaats | Club               | Wed. | W | G | V | Saldo | Ptn   |
| ------ | ------------------ | ---- | - | - | - | ----- | ----- |
| 1.     | SpVgg 1910 Brieg   | 7    | 6 | 0 | 1 | 29:07 | 12:02 |
| 2.     | Sportfreunde Ohlau | 7    | 3 | 1 | 3 | 17:23 | 07:07 |
| 3.     | SC Brega Brieg     | 5    | 2 | 1 | 2 | 16:12 | 05:05 |
| 4.     | SSC Brieg          | 4    | 2 | 0 | 2 | 09:19 | 04:04 |
| 5.     | SC Preußen Brieg   | 7    | 1 | 0 | 6 | 11:21 | 02:12 |

|  | Geplaatst voor eindronde                     |
|  | Geplaatst voor eindronde voor vicekampioenen |

### Gau Obernigk-Trachenberg
| Plaats | Club                             | Wed. | W | G | V | Saldo | Ptn |
| ------ | -------------------------------- | ---- | - | - | - | ----- | --- |
| 1.     | SC Obernigk                      |      |   |   |   |       |     |
| 2.     | TV Gut Heil Prausnitz            |      |   |   |   |       |     |
| 3.     | SV Trachenberg                   |      |   |   |   |       |     |
| 4.     | Vereinigte Sportfreunde Schebitz |      |   |   |   |       |     |

|  | Geplaatst voor eindronde |

## Eindronde

### Voorronde
|                  |               |       |             |      |
| 23 december 1928 | SSC 1901 Oels | 5 – 2 | SC Obernigk | Oels |
| 23 december 1928 |               |       |             | Oels |

### Halve finale
|                  |                               |       |                 |          |
| 30 december 1928 | Sportfreunde Preußen Konstadt | 1 – 9 | Breslauer SC 08 | Konstadt |
| 30 december 1928 |                               |       |                 | Konstadt |

|                  |               |       |                  |      |
| 30 december 1928 | SSC 1901 Oels | 1 – 0 | SpVgg 1910 Brieg | Oels |
| 30 december 1928 |               |       |                  | Oels |

### Finale
|                |                 |       |               |         |
| 6 januari 1929 | Breslauer SC 08 | 5 – 1 | SSC 1901 Oels | Breslau |
| 6 januari 1929 |                 |       |               | Breslau |

## Eindronde voor vicekampioenen

### Voorronde
Dit was tevens de finale van de Bezirksprovinzpokal. 
|                  |                   |       |                              |       |
| 23 december 1928 | SC Brega 09 Brieg | 4 – 2 | Reichsbahn SV Schlesien Oels | Brieg |
| 23 december 1928 |                   |       |                              | Brieg |

### Halve finale
|                  |                     |       |                          |           |
| 30 december 1928 | SC Vorwärts Breslau | 0 – 1 | Breslauer SpVgg Komet 05 | Grüneiche |
| 30 december 1928 |                     |       |                          | Grüneiche |

|                  |                   |       |                                   |       |
| 30 december 1928 | SC Brega 09 Brieg | 4 – 3 | Vereinigte Breslauer Sportfreunde | Brieg |
| 30 december 1928 |                   |       |                                   | Brieg |

### Finale
|                 |                          |       |                   |         |
| 13 januari 1929 | Breslauer SpVgg Komet 05 | 1 – 0 | SC Brega 09 Brieg | Breslau |
| 13 januari 1929 |                          |       |                   | Breslau |